# Доктрина одного процента
«Доктрина одного процента» (англ. The One Percent Doctrine) — документальная книга, опубликованная журналистом и лауреатом Пулитцеровской премии Роном Сускиндом об охоте США за террористами, начиная с 11 сентября 2001 года. 24 июля 2006 года она достигла номера 3 в списке бестселлеров New York Times.
В книге даётся оценка способов, с помощью которых американские контртеррористические агентства борются с террористическими группами. В своём повествовании Сускинд критикует администрацию Буша за формулирование своей политики терроризма, основанной на политических целях, а не на геополитических реалиях.
Название происходит от фразы в книге, в котором вице-президент Дик Чейни описывает доктрину администрации Буша по борьбе с терроризмом:

Если есть вероятность в один процент, что пакистанские учёные помогают аль-Каиде строить или разрабатывать ядерное оружие, мы должны относиться к ней как к несомненному факту с точки зрения нашего ответа. Это не про наш анализ… Речь идёт о нашем ответе.Оригинальный текст (англ.)If there's a 1% chance that Pakistani scientists are helping al-Qaeda build or develop a nuclear weapon, we have to treat it as a certainty in terms of our response. It's not about our analysis ... It's about our response.

## Краткое содержание
Доктрина «Одного процента» (также называемая доктриной Чейни) появилась в ноябре 2001 года (точная дата не дана) во время брифинга, проведенного тогдашним директором ЦРУ Джорджем Тенетом и неназванным брифером вице-президента США Дика Чейни, а затем советником по национальной безопасности Кондолизой Райс в ответ на опасения, что некий пакистанский учёный после террористического акта 11 сентября 2001 года предоставил «Аль-Каиде» экспертные сведения в области ядерного оружия. Отвечая на мысль о том, что «Аль-Каида» может захотеть приобрести ядерное оружие, Чейни отметил, что США должны были противостоять новому типу угрозы — «маловероятному, высокоэффективному событию» («low-probability, high-impact event»), как он это описал.
Сускинд проводит различие между двумя группами, участвующими в борьбе с терроризмом: «знатные люди», те, кто говорит с нами об угрозе терроризма (Буш, Чейни, Кондолиза Райс и др.) И «невидимые», те, кто сражается с терроризмом (аналитики ЦРУ, агенты ФБР и все прочие солдаты).
Автор доказывает, что Абу Зубайда, «главный оперативный заговорщик, планировавший смерти и разрушения в Соединенных Штатах», как описывал его Буш, был незначительной фигурой.
Согласно этой книге, Усама бен Ладен, очевидно, хотел, чтобы Буш был переизбран в 2004 году, и поэтому выпустил видео-сообщение, которое в средствах массовой информации США было описано как «одобрение Усамой Джона Керри». В этой книге неназванные аналитики ЦРУ предполагают, что это можно отнести к предположению, что спорная политика, которую поддерживал Буш, поможет набирать моджахедов и приведёт к тому, что имидж Соединенных Штатов в глобальном масштабе снизится из-за агрессивной внешней политики.
В книге также упоминается план нападения на станцию метро 34-я улица — Геральд-сквер в Нью-Йорке в марте 2003 года. Но за 45 дней до того, как ячейка Аль-Каиды, которая следила за наблюдением за станцией, должна была выпустить смертельный газ цианида в Туннели, Айман аль-Завахири и другие лидеры террористов отказались от этого плана, поскольку он не был смертельным, как нападения 11 сентября, и поэтому не был достаточно заметным, чтобы конкурировать с последствиями 11 сентября.
Ричард Кларк рассказал ABC News, что он с опаской относится к отчёту о заговоре в метро Нью-Йорка. Кларк заявил: «Есть основания быть скептиком … Просто потому, что если что-то помечено в отчёте разведки, то это не означает, что каждое слово в нем верно». Он сказал, что информация, описывающая план, была бы всего лишь одной из сотен угроз, которые были бы собраны в 2003 году. По словам Кларка, специфика доклада также поставила его под сомнение: "Всякий раз, когда вы получаете отчёты, они, как правило, сделаны". Кларк также поставил под вопрос идею о том, что Айман аль-Завахири прекратил нападение, добавив, что он будет слишком изолирован, чтобы иметь такой прямой контроль над заговором внутри Соединённых Штатов. Он также полагает, что террористы совершили бы нападение, если бы заговор был столь же совершенен; по словам Сускинда: «Честно говоря, если бы в Соединённых Штатах была команда, которая была бы готова это сделать, они бы это сделали».